# 堤川警察署
堤川警察署（チェチョンけいさつしょ）は、忠北地方警察庁所管の警察署である。

## 管轄区域
- 堤川市

## 沿革
- 1945年10月21日 - 開署
- 1987年10月19日 - 現在の庁舎が竣工。

## 組織
- 警務課
- 生活安全課
- 捜査課
- 警備交通課
- 情報保安課

## 管轄地区隊
- 駅前地区隊
- 中央地区隊
- 青田地区隊

## 管轄派出所
- 龍頭派出所
- 鳳陽派出所
- 清風派出所
- 徳山派出所

## 管轄治安センター
- 東峴治安センター
- 錦城治安センター
- 松鶴治安センター
- 白雲治安センター
- 水山治安センター
- 寒水治安センター